# 江戸川蘭子
江戸川 蘭子（えどがわ らんこ、1913年（大正2年）11月13日 - 1990年（平成2年）11月5日）は、昭和期の歌手、女優。本名は大宮 まつ。

## 経歴
東京市出身。1930年（昭和5年）日劇音楽舞踊学校卒業。多摩川京王閣を経て、1932年（昭和7年）10月、松竹歌劇団（SKD）に入団。歌劇「ロザリア姫」等で人気を得る。1936年（昭和11年）退団。
1933年（昭和8年）コロムビアからデビュー。タンゴを多く唄い、「タンゴ・ローザ」、「ラ・クンパルシータ」などを吹き込む。戦争に突入するにつれ、戦時歌謡を多く吹き込んだ。「たそがれの湖」や「ロッパのガラマサどん」、「船出は楽し」など東宝映画に出演する。1990年（平成2年）死去（享年77）。